# Dominique Charpin
Pour les articles homonymes, voir Charpin.
Dominique Charpin, né le 12 juin 1954, est un assyriologue et universitaire français.
Il est professeur au Collège de France et membre correspondant de l'Académie des inscriptions et belles-lettres, spécialiste de la période paléo-babylonienne.

## Biographie
Né le 12 juin 1954 à Neuilly-sur-Seine, Dominique Charpin est en classe de première au collège Sainte-Croix de Neuilly lorsqu'un voyage en Turquie puis l'année suivante un séjour en Syrie et au Liban déterminent sa vocation. Après son baccalauréat en 1971, il poursuit des études d'histoire, et choisit plus spécialement l'épigraphie que l'archéologie, mais apprend ces deux matières, et commence à les pratiquer lors de fouilles en Irak,. Il passe l'agrégation d'histoire en 1976, un doctorat de troisième cycle en 1979 sur les Archives familiales et propriété privée en Babylonie ancienne, et sa thèse de doctorat d'État en 1984, sur Le Clergé d'Ur au siècle d'Hammu-rabi, sous la direction de Paul Garelli,.
Il participe aux fouilles et études sur le site de Larsa en Irak, et sur les sites de Mari et du tell Mohammed Diyab en Syrie. Depuis 2015, il est épigraphiste de la mission archéologique d'Ur en Irak. Il appartient à l'équipe qui a repris la fouille de Larsa en 2019.
Assistant à l'Université de Paris 1 à partir de 1976, il intègre le Centre national de la recherche scientifique (CNRS) en 1985 comme chargé de recherches, puis retourne en 1988 à Paris 1 comme professeur. En même temps directeur d'études cumulant à l'École pratique des hautes études (EPHE) en « Histoire et civilisation de la Babylonie ancienne » de 1994 à 2005, il y devient directeur d'études non cumulant en 2005, jusqu'en 2013,.
La Mésopotamie est son principal centre d'intérêt, particulièrement la période paléo-babylonienne ou « amorrite » ; c'est la grande époque de la civilisation mésopotamienne, avec Hammurabi sur lequel il signe en 2003 le premier livre en français. Il a créé en 2008 le site Internet « Archibab », base de données consacrée aux documents d'archives paléo-babyloniens , qui à terme devraient être tous réunis sous forme d'éditions (ou rééditions) électroniques permettant toutes sortes de recherches,.
Il est par ailleurs directeur de la Revue d'assyriologie et d'archéologie orientale, président de la Société pour l'étude du Proche-Orient ancien (SEPOA), co-directeur de la collection « Archives royales de Mari ». Il a été de 2011 à 2018 directeur-adjoint de l'UMR 7192 « Proche-Orient - Caucase : langues, archéologie, cultures » (CNRS, Collège de France, EPHE). Il dirige depuis 2014 l'UMS 2409 (« Centre de documentation de l'Institut des Civilisations », Collège de France / CNRS).
Correspondant de l'Académie des inscriptions et belles-lettres depuis le 30 mars 2012, il est professeur au Collège de France, titulaire de la chaire « civilisation mésopotamienne » à compter du 1er janvier 2014,. Il est également membre honoraire de l'American Oriental Society.

## Principales publications
Les principales publications de Dominique Charpin, sans compter les différents articles et contributions diverses, sont les suivantes :

### Ouvrages
- Archives familiales et propriété privée en Babylonie ancienne : étude des documents de « Tell Sifr », Hautes Études Orientales 12, Genève - Paris, Droz, 1980.
- Documents cunéiformes de Strasbourg conservés à la Bibliothèque Nationale et Universitaire (avec J.-M. Durand), Paris, Éditions Recherche sur les Civilisations, 1981.
- Le Clergé d’Ur au siècle d’Hammurabi (XIXe-XVIIIe siècles av. J.C.), Genève - Paris, Droz, 1986.
- Archives Epistolaires de Mari I/2, Première partie, Archives Royales de Mari 26/2, Paris, Éditions Recherche sur les Civilisations, 1988.
- Hammu-rabi de Babylone, Paris, Presses universitaires de France, 2003[15] (traduit en italien, 2005 ; en anglais, 2012 ; en russe, 2013).
- Florilegium Marianum V, Mari et le Proche-Orient à l’époque amorrite, essai d'histoire politique (avec N. Ziegler), Paris, SEPOA, 2003.
- Lire et écrire à Babylone, Paris, PUF, 2008[16] (traduit en russe, 2009 ; en anglais, 2011; en polonais, 2023).
- (en) Writing, Law, and Kingship : Essays on Old Babylonian Mesopotamia, Chicago, University of Chicago Press, 2010[17].
- (en) Gods, Kings, and Merchants in Old Babylonian Mesopotamia, PIPOAC 2, Louvain - Paris, Peeters Publishers, 2014.
- Comment peut-on être assyriologue ?, Paris, Fayard / Collège de France, 2016[18] (traduit en anglais, 2017).
- La vie méconnue des temples mésopotamiens, Paris, Les Belles Lettres / Collège de France, 2017[19].
- "Tu es de mon sang" : Les alliances dans le Proche-Orient ancien, Paris, Les Belles lettres, 2019[20].
- Nouvelles recherches sur les archives d'Ur d'époque paléo-babylonienne (avec M. Béranger, B. Fiette, A. Jacquet et al.), Paris, Mémoires de NABU 22, 2020[21].
- En quête de Ninive : Des savants français à la découverte de la Mésopotamie (1842-1975), Paris, Les Belles Lettres, 464 p., 2022[22],[23]  (ISBN 9782251453583)
- L'Assyriologie, Paris, PUF, coll. Que sais-je ?, 2023  (ISBN 978-2-7154-1160-9)

### Ouvrages collectifs
- Marchands, diplomates et empereurs. Études sur la civilisation mésopotamienne offertes à Paul Garelli [sous la dir. de], Paris, Éditions Recherche sur les Civilisations, 1991.
- La circulation des biens, des personnes et des idées dans le Proche-Orient ancien [sous la dir. de], Paris, Éditions Recherche sur les Civilisations, 1992.
- Florilegium Marianum II. Recueil d’études à la mémoire de Maurice Birot [sous la dir. de], Paris, Mémoires de NABU 3, 1994.
- Florilegium Marianum III. Recueil d’études à la mémoire de Marie-Thérèse Barrelet [sous la dir. de], Paris, Mémoires de NABU 4, 1997.
- Mari, Ébla et les Hourrites: dix ans de travaux [sous la dir. de], Paris, Éditions Recherche sur les Civilisations, 2001.
- Florilegium Marianum VI. Recueil d’études à la mémoire d’André Parrot [sous la dir. de], Paris, Éditions Recherche sur les Civilisations, 2002.
- Mesopotamien : Die altbabylonische Zeit, Annäherungen 4, Orbis Biblicus et Orientalis 160/4 (ouvrage collectif), Fribourg - Göttingen, Academic Press / Vandenhoeck & Ruprecht, 2004.
- Le législateur et la loi dans l'Antiquité : Hommage à Françoise Ruzé (ouvrage collectif), Caen, Presses universitaires de Caen, 2005.
- Histoire de l'écriture : De l'idéogramme au multimédia (ouvrage collectif), Paris, Flammarion, 2010.
- Imitations, copies et faux dans les domaines pharaonique et de l’Orient ancien (ouvrage collectif), Paris, Soleb, 2018.

## Distinctions

### Décorations
- Chevalier de l'ordre des Palmes académiques[12].

### Récompenses
- Prix Saintour de l'Académie des inscriptions et belles-lettres (1987)[3] ;
- Prix du Budget de l'Académie des inscriptions et belles-lettres (2004)[24] ;
- Docteur honoris causa de l'université de Chicago (2021)[25].

## Pour approfondir

### Vidéographie, audiographie
- France Culture (2016) Les alliances au Proche-Orient ancien, entre diplomatie et religion (1re partie sur deux), Collège de France, enregistrement vidéo du cours du 22 juin 2016 14:30 15:30 Cours Amphithéâtre Marguerite de Navarre - Marcelin Berthelot & fichier audio
- France Culture (2017) Lire et écrire en Mésopotamie à l'époque paléo-babylonienne : la correspondance
- France Culture (2019)